# Torsja (ślimaki)
Torsja – zjawisko zachodzące we wczesnym rozwoju ontogenetycznym ślimaków (Gastropoda), polegające na obrocie worka trzewiowego w stosunku do cefalopodium (nogi i głowy) o 180°. W wyniku torsji muszla i jama płaszczowa ślimaka znajdują się z przodu jego ciała, narządy wewnętrzne ulegają skrzyżowaniu, niektóre narządy jednej (częściej lewej) strony ciała ulegają redukcji lub zanikowi, a zwierzę zatraca symetrię dwuboczną.
Torsja zachodząca w rozwoju współcześnie żyjących ślimaków (torsja larwalna) jest uważana za rekapitulację ich rozwoju rodowego (filogenezy). Muszla i jama płaszczowa u przodków współcześnie żyjących ślimaków były prawdopodobnie położone z tyłu ciała, a w wyniku torsji (torsja filogenetyczna) nastąpił ich obrót oraz skrzyżowanie niektórych narządów wewnętrznych, np. spoideł boczno-trzewiowych. W celu wyjaśnienia ewolucyjnego przebiegu torsji (filogenetycznej) przedstawiono wiele różnych teorii.
Zjawiskiem odwrotnym do torsji jest detorsja.